# Csoszaj Tevoda
Csoszaj Tevoda (angol átírásban: Chau Say Tevoda)  12. század elején épült Angkor-Vat stílusú hindu templom romja az angkori világörökségi területen, Kambodzsában. Az Angkorthomot határoló nagy kőfal keleti részén, a városba vezető út két oldalán, a Győzelmi kaputól 500 méterre két egyforma szerkezetű és díszítésű apró ikertemplom áll: jobbra a Csoszaj Tevoda és balra a Thommanon. Földrajzi koordinátái: é. sz. 13° 26′ 43″, k. h. 103° 52′ 40″13.445278°N 103.877778°E

## Leírása
A két templom építésének pontos időpontja ismeretlen, de formai és díszítésbeli jellegzetességeik alapján keletkezésüket a 11. század legvége és a 12. század első fele közötti időszakra teszik; valószínűleg II. Szurjavarman uralkodása idején, valamivel Angkorvat temploma előtt, vagy azzal egyidőben épültek.
A templom alaprajza és szerkezete a Thommanonéval azonos. Különbség, hogy a Csoszaj Tevoda 40×50 méteres külső falát négy gopura (átjáró) díszíti és belső udvarán két Könyvtár áll. Az épület kelet-nyugati tengelyére teljesen szimmetrikus.
A templom központi szentélye négyzet alakú, 2,8×2,8 méteres, az égtájak felé kereszt irányban kinyúló díszes álajtókkal; eredetileg négyszintes tornya megrongálódott, a legfelső szint szinte teljesen hiányzik, ezért gazdag faragásai ellenére is kevésbé fenséges, mint amely ikerpárjánál látható. Díszítései szépen kidolgozottak: dévaták (istennők), spirálisan csavart oszlopok és további függőleges díszítőelemek – álajtók és apró figurákkal díszített pilaszterek ékesítik.
A szentély keleti oldalához csatlakozó hosszú terem 3,6×6,8 méteres alaprajzú. A keleti átjáróra néző bejáratát három oszlopsor díszíti.  A terem faragásai erősen megrongálódtak, két kisebb, épen maradt felületen a Rámájana eposz töredékei ismerhetők fel: Szugríva és Válin küzdelme és más majomfigurák. Külső díszein Visnu és Siva életének jelenetei, a Nandín lovagoló Uma és Siva, családi jelenetek és mennyei táncosnők (apszarák) láthatók.
Az udvar délkeleti és északkeleti sarkainak közelében álló Könyvtárak nyugati tájolásúak, de rendkívül rossz állapotban vannak; csupán alapjaik, illetve néhány faltöredék maradt meg.
2005 óta a templom állagmegóvásán kínai régészcsoport dolgozik, ezért Csoszaj Tevoda csak részlegesen látogatható.